# Serge Gainsbourg (stanice metra v Paříži)
Serge Gainsbourg je stanice pařížského metra na lince 11, mezi stanicemi Mairie des Lilas a Romainville – Carnot. Stanice se nachází východně od Paříže ve městě Les Lilas, pod Boulevardem du Général-Leclerc-de-Hautecloque. Stanice je položena v hloubce 20 m.

## Výstavba
Stanice je součástí úseku ze stanice Mairie des Lilas do Rosny – Bois-Perrier, který byl uveden do provozu 13. června 2024.

## Název
Stanice nese jméno francouzského hudebníka Serge Gainsbourga. Původní název zněl Liberté.